# Niagara (Church)
Pour les articles homonymes, voir Niagara.
Niagara est une peinture à l'huile sur toile réalisée en 1857 par l'artiste américain Frederic Edwin Church (1826-1900). Tableau le plus important de l'artiste, il a confirmé sa réputation de meilleur peintre paysagiste américain de l'époque. Dans son histoire des chutes du Niagara, Pierre Berton écrit : « Parmi les centaines de peintures faites de Niagara, avant Church et après lui, celle-ci est, d'un commun accord, la meilleure. »

## Contexte
Les chutes du Niagara étaient régulièrement peintes, étant une telle attraction pour les paysagistes que, selon John Howat, elles étaient « le sujet le plus populaire, le plus souvent traité et le plus banal de la peinture paysagère européenne et américaine des XVIIIe et XIXe siècles ». De plus, le public était captivé par la merveille naturelle des chutes, considérées comme un point de repère du paysage nord-américain et une destination touristique majeure. C'était la « capitale mondiale de la lune de miel », et des gravures du Niagara étaient offertes en cadeau de mariage. Dans les années 1850, Niagara a fait l'objet de millions de stéréographies, et son image se retrouve sur des papiers peints, des porcelaines et des abat-jours, entre autres articles de consommation. En 1853, un panorama mobile (en) de 487 m des chutes du Niagara a été exposé à New York.
Pour les Américains, les chutes symbolisent la grandeur et l'expansionnisme des États-Unis. David C. Huntington, dont les écrits sur Church dans les années 1960 ont ravivé l'intérêt pour le peintre, a expliqué comment les Américains, à une époque d'optimisme spirituel et de « Destinée manifeste », auraient perçu une peinture aussi vivante du Niagara, avec tout ce qu'elle symbolisait :

« Church a offert à ses semblables l'« âme » et l'« esprit » du Niagara, ce « plus suggestif » des spectacles de la nature : cet archétype de l'univers. Niagara est la substance d'une grande métaphore américaine ; en effet, pour ses spectateurs originaux, un certain quelque chose de plus qu'une métaphore... La nature et sa Bible, la science du dessin, dévoilerait la vérité transcendante de l'univers aux nouveaux élus du Nouveau Monde. La nature à l'époque de la Destinée manifeste était une prophétie, et Church, en tant qu'« interprète » du Niagara, peignait donc comme un prophète américain. Niagara est le déluge mythique de l'Américain qui lave la mémoire d'un Ancien Monde pour que l'homme puisse vivre chez lui dans un Nouveau Monde. Le tableau est une icône de la purgation naturelle et de la renaissance psychique. Poétiquement, un Nouveau Monde émerge lorsque les eaux d'un déluge se retirent. L'arc-en-ciel, signe de l'alliance du « Dieu de la nature » avec l'homme, transperce le spectateur... Niagara est une révélation du cosmos pour chaque homme. Devant ce plus grand des paysages américains, l'Américain indépendant et démocratique devient son propre prophète : il se tient debout et voit comme un nouveau Noé. C'est ainsi qu'à travers l'œuvre d'art, il a aidé ses semblables à se découvrir dans leur Nouveau Monde. »

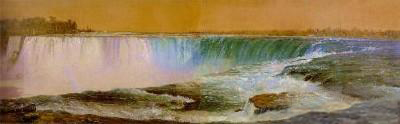
L'étude finale pour le tableau. Horseshoe Falls, Niagara, 1856–1857, huile sur deux bouts de papier (Olana State Historic Site).

Church a beaucoup étudié les chutes du Niagara jusqu'en 1857, réalisant des dizaines d'études au crayon et à l'huile. En 1856, Church a visité les chutes probablement pour la cinquième fois, tout comme son professeur Thomas Cole. Un écrivain de Art and Artists in Connecticut (1879) a rapporté que la peinture elle-même a été exécutée en environ six semaines et que Church utilisait deux toiles similaires simultanément : un « brouillon » sur lequel il testait une idée de peinture, et la toile finale, sur laquelle il transférait les résultats qu'il trouvait satisfaisants.

## Description
Le tableau de Church représente les chutes Horseshoe, la plus grande et la plus emblématique des trois chutes du Niagara. De dimensions 101,6 × 229,9 m, elle est plus de deux fois plus large que haute. Les proportions inhabituelles de la toile lui ont permis de peindre une vue panoramique du côté canadien des chutes ; la composition conduit l'œil latéralement. Le point de vue était dramatique et unique, laissant derrière lui la « banalité canonique » de nombreux autres tableaux avant lui et le tout juste pittoresque, pour plonger le spectateur directement dans la scène, comme s'il était en l'air ou même dans l'eau. L'absence d'un repoussoir (en) favorise cet effet. Avant l'avènement de la photographie moderne, qui a rendu ces images courantes, ce fut une révélation.
Niagara est très naturaliste, plus que le précédent The Andes of Ecuador (en) (1855) de Church, et montre l'influence de l'esthétique de John Ruskin sur Church. Church amène le spectateur au bord des chutes en soulignant l'impressionnante chute grâce à sa disposition de courants d'eau et de brouillards nuageux. Le seul objet au premier plan est un tronc d'arbre flottant, qui pourrait être confondu avec une branche, mais de par ses racines, il donne une impression d'échelle. La mousse blanche près du tronc présente une certaine accumulation de peinture sur une toile qui est par ailleurs lisse. La mousse peut suggérer que l'arbre est pris sur un rocher invisible ; il y a une ambiguïté quant à savoir si cet endroit est un petit répit de stabilité ou s'il souligne le danger imminent d'atteindre le bord de la chute.

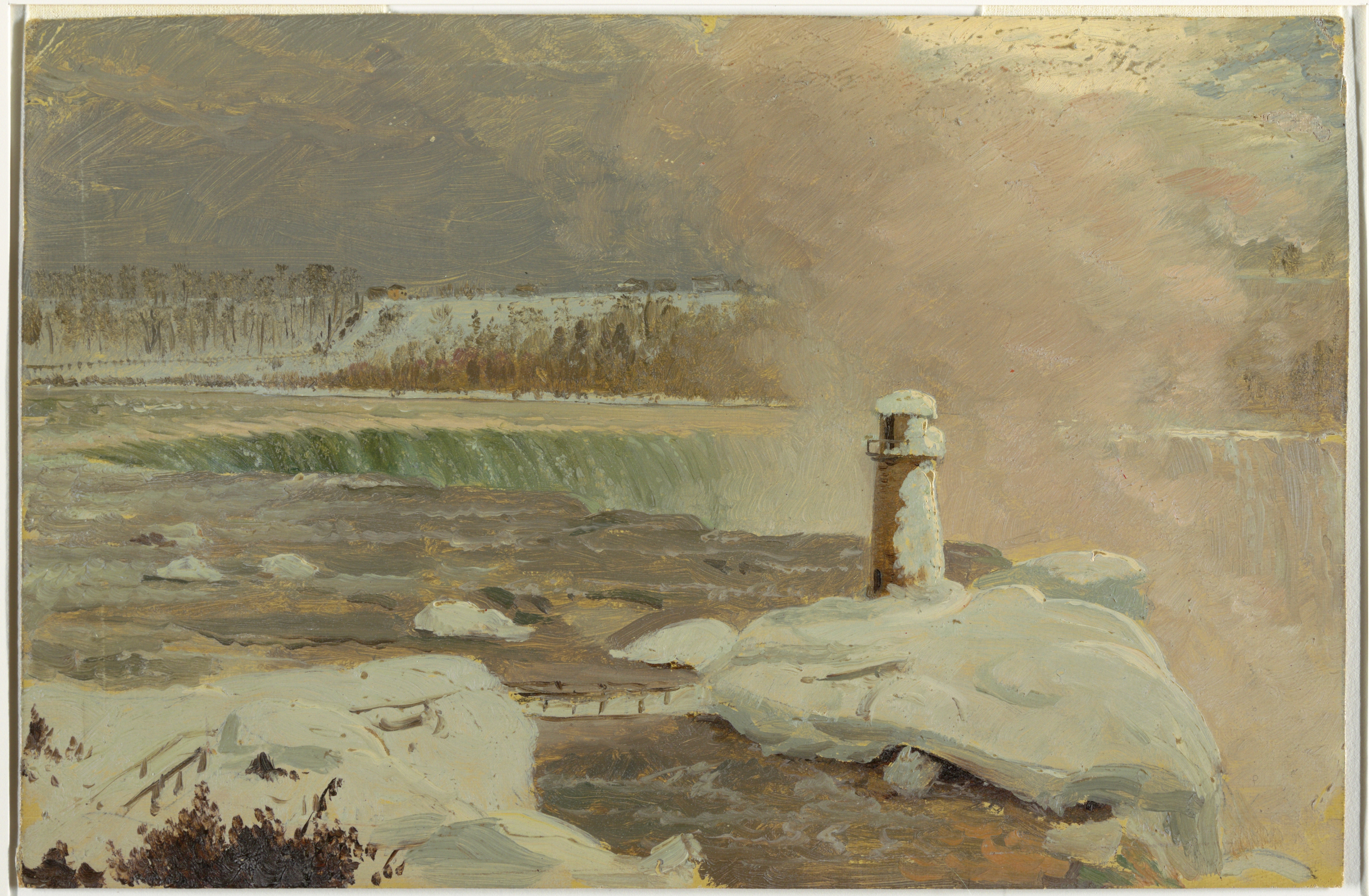
Étude des chutes et de la tour du Terrapin Point (mars 1856, Cooper–Hewitt, Smithsonian Design Museum).

L'étude approfondie des chutes par Church lui a permis de saisir l'effet de la brume et de l'eau turbulente avec un réalisme sans précédent. La lumière crée un arc-en-ciel partiel au-delà du précipice, dont l'arc est fort là où la brume est épaisse, et absent ailleurs, ce qui constitue un rendu très réaliste et une prouesse technique. Au loin, à l'horizon, se trouvent plusieurs bâtiments, dont la tour du Terrapin Point, sur la plate-forme de laquelle se tient une minuscule personne.
Le tableau a accumulé des dégâts au fil du temps, ce qui a obligé Church à en repeindre une partie en 1886. Il a retravaillé le ciel pour qu'il soit plus uni à l'eau, « plus soumis à la cataracte », mais se sentait limité dans les changements qu'il pouvait apporter par les nombreuses copies du populaire Niagara qui existaient alors, en gravure et en chromolithographie.

## Expositions et postérité
Church a produit Niagara en vue d'expositions publiques. Entre le 1er et le 29 mai 1857, des dizaines de milliers de personnes ont payé 25 c pour voir le tableau — qui a été très bien accueilli par les critiques locaux — dans une galerie obscure de Manhattan où seul le tableau était éclairé : « Les spectateurs oubliaient qu'ils ne regardaient que le pigment... Le tableau est devenu le substitut d'une visite en personne sur le site. » De nombreux artistes, écrivains et hommes politiques auraient visité l'exposition du tableau, notamment Horace Greeley, Henry Ward Beecher, George Bancroft, George Ripley (en), Charles Anderson Dana et Fitz-James O'Brien. Plus d'un millier d'abonnements à une chromolithographie en projet ont été vendus ; 30 $ pour une épreuve d'artiste et 15 $ pour une estampe, toutes deux en couleur. Le magazine Harper's a qualifié Niagara de « plus connu et plus admiré dans ce pays que tout autre tableau jamais peint en Amérique ».

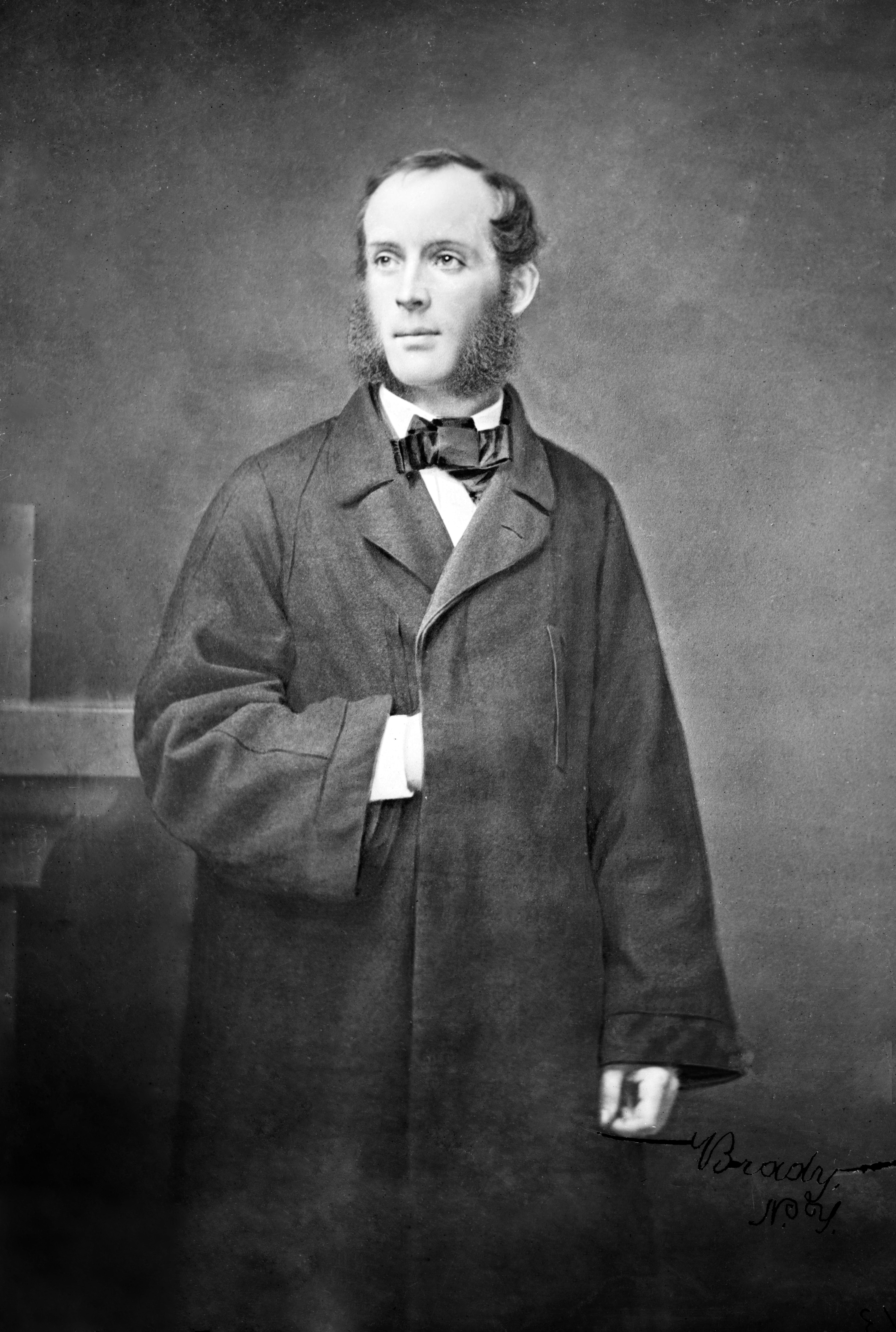
Frederic Edwin Church photographié par Mathew Brady entre 1855 et 1865 (Bibliothèque du Congrès).

Le tableau a été exposé en Angleterre et en Écosse au cours de l'été 1857. Après une exposition à Londres, une chromolithographie a été réalisée par Day & Son en juin, suivie d'autres expositions à Glasgow, Manchester et Liverpool. The Art Journal de Londres a écrit : « Aucune œuvre de sa catégorie n'a jamais eu autant de succès : c'est la vérité, évidemment et certainement. Considéré comme un tableau, c'est une production d'un rare mérite : bien qu'admirable dans son ensemble, ses parties ont été soigneusement étudiées et considérées, largement et efficacement travaillées, tout en étant finies de manière élaborée ». Le célèbre critique d'art John Ruskin a été impressionné, comme l'a rapporté l'ami de Church Bayard Taylor : « L'exposant m'a dit que Ruskin venait juste de la voir, et qu'il y avait trouvé des effets qu'il attendait depuis des années ». On dit que Ruskin s'est émerveillé devant l'arc-en-ciel, croyant d'abord que le jeu de lumière à travers une fenêtre était projeté sur la toile. En septembre 1858, Niagara est retourné aux États-Unis, où, après une autre exposition à New York, il s'est rendu à Washington DC, Baltimore, Richmond et La Nouvelle-Orléans. Le Cosmopolitan Art Journal a écrit : « La réputation de cette œuvre a beaucoup augmenté grâce à sa tournée anglaise. Elle est maintenant considérée comme la plus belle peinture jamais exécutée par un artiste américain ». Une autre exposition à New York a suivi. Niagara a été exposée à l'Exposition universelle de 1867 à Paris, où elle a remporté une médaille d'argent et a amélioré l'opinion européenne sur l'art américain ; le Harper's Weekly écrit en effet : « Les critiques européens ont déclaré que le Niagara leur a donné une opinion entièrement nouvelle et plus élevée de la nature et de l'art américains ».
La composition de Church est la première peinture de l'école d'Hudson River à avoir connu un « succès instantané ». Elle était d'un réalisme unique et « sans manière », marquant le début d'une nouvelle ère pour les artistes d'Hudson River, tels que Jasper Francis Cropsey, Martin Johnson Heade, John Frederick Kensett, Albert Bierstadt et Régis François Gignoux. Heade s'est particulièrement intéressé à Niagara, ce qui a peut-être influencé certains de ses choix en matière de taille de toile. Il a écrit : « Le tableau de Church (...) dépasse de loin mes attentes ; et je ne me demande pas si Ruskin, après l'avoir regardé pendant une demi-heure, ne pouvait que dire « merveilleux ». Je le considère comme le plus merveilleux tableau que j'aie jamais vu. »

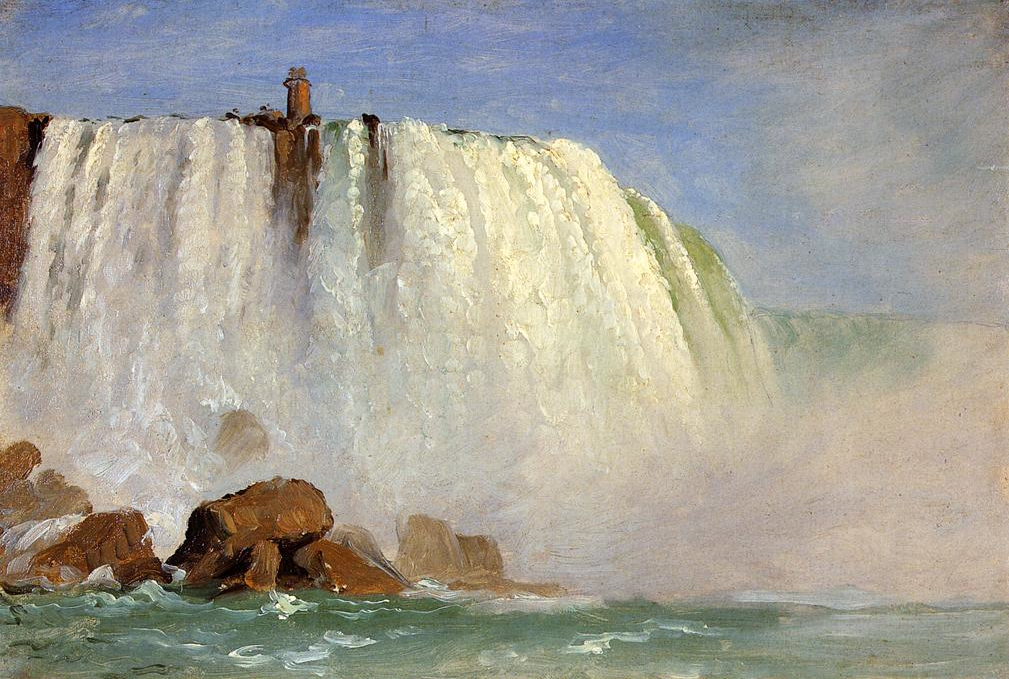
Cette étude pour Under Niagara (1862) a une composition similaire à la lithographie du tableau perdu.

Niagara a été vendu aux marchands d'art et aux imprimeurs new-yorkais Williams, Stevens & William — où il a été exposé pour la première fois — pour 4 500 $ en 1857, dont 2 000 pour les droits de reproduction. Il a été acquis aux enchères en 1861 par l'homme d'affaires John Taylor Johnston pour 5 000 $, puis acheté aux enchères en 1876 par William Wilson Corcoran à destination de sa galerie pour 12 500 $, un record pour une peinture d'un artiste américain. Quand le Corcoran a fermé en 2014, sa collection a été transférée à la National Gallery of Art, également à Washington, D.C., où elle se trouve désormais.
Church a réalisé deux autres peintures des chutes. Under Niagara (« Sous le Niagara », 1862) est aujourd'hui perdu, mais il subsiste des lithographies, dont l'une a été surpeinte à Olana. Le troisième tableau, Niagara Falls, from the American Side (en) (« Les chutes du Niagara, du côté américain »), a été réalisé en 1867 et est le plus grand des tableaux de Church par sa surface.